# Antoine Estève Baissie
L'abbé Antoine Estève Baissie (1738-1815) est un religieux catholique et écrivain antimaçonnique français, ainsi que professeur de théologie à l'université de Montpellier. Il écrivait sous le nom de l'abbé Baissie.

## Biographie
En 1790, il dénonça un complot maçonnique en cours durant la Révolution française dans un de ses essais

## Publications
- L'Esprit de la Franc-maçonnerie dévoilé, relativement au danger qu'elle renferme, Rome, 1790 ; rééd. Montpellier, A. Seguin, 1816.
- Principes sur l'usure, pour l'instruction des fidèles, Montpellier.

## Pour approfondir